# Plectris costulata
Plectris costulata är en skalbaggsart som beskrevs av Frey 1967. Plectris costulata ingår i släktet Plectris och familjen Melolonthidae. Inga underarter finns listade i Catalogue of Life.